# Martin Fenin
Martin Fenin (Cheb, 16 aprile 1987) è un calciatore ceco, attaccante del Řeporyje.

## Caratteristiche tecniche
Centravanti, può giocare come ala su entrambe le fasce.

## Carriera

### Club

#### Teplice
La sua carriera inizia proprio nella sua città natale, dove comincia a giocare prima nelle giovanili. Nel 1993 entra nelle giovanili del Teplice dalle quali esce nel 2003 per esordire in prima squadra, segnando 1 gol in 5 partite disputate. Nella stagione successiva realizza una rete in 14 incontri e nel campionato 2005-06 segna due reti in 15 partite. Prosegue la sua carriera nel Teplice con cui giocherà, nella stagione 2006-2007, un intero campionato andando in gol in quattro occasioni. Nel 2007 vince il premio talento ceco dell'anno.

#### Eintracht Frankfurt
Il 29 dicembre 2007 si accasa all'Eintracht Frankfurt per una cifra attorno ai 3,5 milioni di euro. Al debutto in Bundesliga impressiona gli addetti ai lavori con una tripletta.
Nella prima stagione a Francoforte sul Meno realizza sei reti in diciassette incontri di campionato. Nella seconda stagione realizza 5 reti su 31 partite di Bundesliga. Nella stagione 2009-10 gioca solo metà stagione realizzando due marcature.

#### Energie Cottbus
Per la stagione 2011-2012 si accasa all'Energie Cottbus, squadra della seconda divisione tedesca.

#### Slavia Praga
Il 16 gennaio 2013 decide di ritornare in patria firmando con lo Slavia Praga un contratto che lo legherà al club ceco fino al 2015.

### Nazionale
Nell'estate del 2007 ha partecipato con la rappresentativa under-20 della Repubblica Ceca al mondiale disputatosi in Canada; qui è stato il miglior realizzatore per la sua selezione con 3 reti, segnando uno splendido goal proprio in finale contro l'Argentina in girata al volo.
Ha partecipato a cinque incontri per le qualificazioni ai Mondiali in Sudafrica

## Statistiche

### Cronologia presenze e reti in nazionale
| Cronologia completa delle presenze e delle reti in nazionale ― Rep. Ceca | Cronologia completa delle presenze e delle reti in nazionale ― Rep. Ceca | Cronologia completa delle presenze e delle reti in nazionale ― Rep. Ceca | Cronologia completa delle presenze e delle reti in nazionale ― Rep. Ceca | Cronologia completa delle presenze e delle reti in nazionale ― Rep. Ceca | Cronologia completa delle presenze e delle reti in nazionale ― Rep. Ceca | Cronologia completa delle presenze e delle reti in nazionale ― Rep. Ceca | Cronologia completa delle presenze e delle reti in nazionale ― Rep. Ceca |
| Data                                                                     | Città                                                                    | In casa                                                                  | Risultato                                                                | Ospiti                                                                   | Competizione                                                             | Reti                                                                     | Note                                                                     |
| ------------------------------------------------------------------------ | ------------------------------------------------------------------------ | ------------------------------------------------------------------------ | ------------------------------------------------------------------------ | ------------------------------------------------------------------------ | ------------------------------------------------------------------------ | ------------------------------------------------------------------------ | ------------------------------------------------------------------------ |
| 22-8-2007                                                                | Vienna                                                                   | Austria                                                                  | 1 – 1                                                                    | Rep. Ceca                                                                | Amichevole                                                               | -                                                                        | 46’                                                                      |
| 8-9-2007                                                                 | Serravalle                                                               | San Marino                                                               | 0 – 3                                                                    | Rep. Ceca                                                                | Qual. Euro 2008                                                          | -                                                                        |                                                                          |
| 17-10-2007                                                               | Monaco di Baviera                                                        | Germania                                                                 | 0 – 3                                                                    | Rep. Ceca                                                                | Qual. Euro 2008                                                          | -                                                                        | 79’                                                                      |
| 21-11-2007                                                               | Nicosia                                                                  | Cipro                                                                    | 0 – 2                                                                    | Rep. Ceca                                                                | Qual. Euro 2008                                                          | -                                                                        | 76’                                                                      |
| 5-2-2008                                                                 | Nicosia                                                                  | Grecia                                                                   | 1 – 0                                                                    | Rep. Ceca                                                                | Amichevole                                                               | -                                                                        |                                                                          |
| 26-3-2008                                                                | Herning                                                                  | Danimarca                                                                | 1 – 1                                                                    | Rep. Ceca                                                                | Amichevole                                                               | -                                                                        | 63’                                                                      |
| 11-10-2008                                                               | Chorzów                                                                  | Polonia                                                                  | 2 – 1                                                                    | Rep. Ceca                                                                | Qual. Mondiali 2010                                                      | 1                                                                        | 83’                                                                      |
| 15-10-2008                                                               | Teplice                                                                  | Rep. Ceca                                                                | 1 – 0                                                                    | Slovenia                                                                 | Qual. Mondiali 2010                                                      | -                                                                        | 82’                                                                      |
| 19-11-2008                                                               | Serravalle                                                               | San Marino                                                               | 0 – 3                                                                    | Rep. Ceca                                                                | Qual. Mondiali 2010                                                      | -                                                                        | 41’ 67’                                                                  |
| 28-3-2009                                                                | Maribor                                                                  | Slovenia                                                                 | 0 – 0                                                                    | Rep. Ceca                                                                | Qual. Mondiali 2010                                                      | -                                                                        | 90’                                                                      |
| 1-4-2009                                                                 | Praga                                                                    | Rep. Ceca                                                                | 1 – 2                                                                    | Slovacchia                                                               | Qual. Mondiali 2010                                                      | -                                                                        | 79’                                                                      |
| 22-5-2010                                                                | New York                                                                 | Turchia                                                                  | 2 – 1                                                                    | Rep. Ceca                                                                | Amichevole                                                               | -                                                                        | 63’                                                                      |
| 25-5-2010                                                                | Hartford                                                                 | Stati Uniti                                                              | 2 – 4                                                                    | Rep. Ceca                                                                | Amichevole                                                               | 1                                                                        | 79’                                                                      |
| 11-8-2010                                                                | Liberec                                                                  | Rep. Ceca                                                                | 4 – 1                                                                    | Lettonia                                                                 | Amichevole                                                               | 1                                                                        | 62’                                                                      |
| 7-9-2010                                                                 | Olomouc                                                                  | Rep. Ceca                                                                | 0 – 1                                                                    | Lituania                                                                 | Qual. Euro 2012                                                          | -                                                                        | 59’                                                                      |
| 4-6-2011                                                                 | Matsumoto                                                                | Rep. Ceca                                                                | 0 – 0                                                                    | Perù                                                                     | Amichevole                                                               | -                                                                        | 46’                                                                      |
| 7-6-2011                                                                 | Yokohama                                                                 | Giappone                                                                 | 0 – 0                                                                    | Rep. Ceca                                                                | Amichevole                                                               | -                                                                        | 80’                                                                      |
| Totale                                                                   |                                                                          | Presenze                                                                 | 17                                                                       |                                                                          | Reti                                                                     | 3                                                                        |                                                                          |

## Palmarès

### Individuale
- Talento ceco dell'anno: 1

2007